# 京王集團

京王集團（日语：京王グループ）是日本的一家以京王電鐵為中心的企業集團。創立於1910年。2017年4月時，京王集團包括54家企業。京王集團在2022年10月導入ChargeSPOT。

## 外部連結
- 京王グループ （页面存档备份，存于）